# NFL 1939
Die NFL-Saison 1939 war die 20. Saison der National Football League. In dieser Saison wurde erstmals ein Spiel im Fernsehen übertragen, als der Sender NBC das Spiel zwischen den Brooklyn Dodgers und den Philadelphia Eagles zeigte. Als Sieger aus dieser Saison gingen die Green Bay Packers hervor.
Am 20. Mai 1939 stirbt der Präsident der Liga, Joseph Carr. Nachfolger wird sein langjähriger Stellvertreter und Schatzmeister Carl Storck.

## Division-Ergebnisse
| Eastern Division    | Eastern Division | Eastern Division | Eastern Division | Eastern Division | Eastern Division | Eastern Division |
| Team                | S                | N                | U                | SQ 1             | P+               | P−               |
| ------------------- | ---------------- | ---------------- | ---------------- | ---------------- | ---------------- | ---------------- |
| New York Giants     | 9                | 1                | 1                | 0,900            | 168              | 85               |
| Washington Redskins | 8                | 2                | 1                | 0,800            | 242              | 94               |
| Brooklyn Dodgers    | 4                | 6                | 1                | 0,400            | 108              | 219              |
| Philadelphia Eagles | 1                | 9                | 1                | 0,100            | 105              | 200              |
| Pittsburgh Pirates  | 1                | 9                | 1                | 0,100            | 114              | 216              |

| Western Division  | Western Division | Western Division | Western Division | Western Division | Western Division | Western Division |
| Team              | S                | N                | U                | SQ 1             | P+               | P−               |
| ----------------- | ---------------- | ---------------- | ---------------- | ---------------- | ---------------- | ---------------- |
| Green Bay Packers | 9                | 2                | 0                | 0,818            | 233              | 153              |
| Chicago Bears     | 8                | 3                | 0                | 0,727            | 298              | 157              |
| Detroit Lions     | 6                | 5                | 0                | 0,545            | 145              | 150              |
| Cleveland Rams    | 5                | 5                | 1                | 0,500            | 195              | 164              |
| Chicago Cardinals | 1                | 10               | 0                | 0,091            | 84               | 254              |

## NFL Championship Game
Das NFL Championship Game der NFL-Saison 1939 fand am 10. Dezember 1939 im Wisconsin State Fair Park (Dairy Bowl) in West Allis, in der Nähe von Milwaukee, statt. Die Green Bay Packers schlugen die New York Giants mit 27:0.
| Team              | 1 | 2 | 3  | 4  | Gesamt |
| ----------------- | - | - | -- | -- | ------ |
| New York Giants   | 0 | 0 | 0  | 0  | 0      |
| Green Bay Packers | 7 | 0 | 10 | 10 | 27     |

## Auszeichnungen
- Joe F. Carr Trophy (MVP): Parker Hall, Fullback, Cleveland Rams